# スキップ・ビート!
『スキップ・ビート！』は、仲村佳樹による日本の少女漫画作品。白泉社の『花とゆめ』にて2002年3号から連載中。
テレビアニメが、2008年10月から2009年3月までテレビ東京系にて放送された。また、2009年には5pb.よりゲーム化された。2011年12月から2012年4月まで、台湾の民間全民電視公司にて『華麗的挑戦』というタイトルでテレビドラマ化された。
2012年、全国の書店などで「祝☆30巻・10周年・1000万部フェスタ」として、3月19日発売の30巻でコミックス累計発行部数が1000万部に達成したお祝いキャンペーンを展開した。2021年1月時点でコミックス累計発行部数は1400万部を突破している。2017年発表の平成29年度「白泉社電子書籍大賞」から、2022年発表の2021年度まで毎年優秀賞を受賞している。
自分を弄んだ幼馴染への復讐を目的に芸能界入りした少女が、復讐を果たしながらもやがて演技の面白さに気付き成長していく様子を描いている。

## あらすじ
高校にも行かず日夜バイトに明け暮れる主人公・最上キョーコは、幼馴染であるロックミュージシャン・不破尚と同居し、生活費を一人で賄っていた。歌手志望で家出同然に上京した尚に献身的に尽くすことが無上の喜びだったが、尚がデビューし超人気歌手となった後は次第に距離が開いてきていた。
そしてついにある日、自分が単なる家政婦代わりに上京させられたことを知り、あっさりと別れを告げられる。捨てられてしまったキョーコは失意の中で尚に復讐すべく、芸能界入りに挑戦する決意を燃やす。執念と根性で無理を通し、尚の所属するアカトキと並ぶ大手芸能プロダクションのLMEの新人発掘オーディションに参加し審査員の意表を突き、一次審査を通過するが、続く二次審査で「愛する心」と「愛されたいと思う心」が欠けていることを露呈してしまい、落選してしまう。しかし、キョーコの才能を見抜いたLMEの社長・ローリィ宝田は彼女を採用し、キョーコの「愛する心・愛されたいと思う心」を補うべく「ラブミー部」というグループを作り、キョーコをそこに所属させる。かくして芸能界入りを果たしたキョーコは、尚への復讐のために芸能界生活をスタートさせる。

## 登場人物
担当声優は、ドラマCD版 / テレビアニメ版の順。1名だけの表記の場合は、テレビアニメ版のみであることを示す。

### 主要人物
最上キョーコ（もがみ キョーコ）
声 - 長沢美樹 / 井上麻里奈
LME芸能プロダクション所属の新人タレントで、芸名は「京子」｡京都府出身。12月25日生まれ、16歳→17歳（20巻 - ）。
身長：163cm / 体重：52.8kg （41巻）
幼少のころから老舗旅館（尚の実家）に預けられて育ち、厄介者扱いされたくない一心で板前や仲居の技量を身に付けて手伝いに励み、中学生のころには女将修行までこなし、中学を卒業してからもスケジュールの隙間もないほどにバイトを掛け持ちしながら頑張っていた。これと決めたらわき目もふらず一生懸命になる純粋な性格で、相当な困難でも努力と根性で突破しようとする。新人とは思えないほどの凄まじいプロ意識の持ち主で、相手が格上でも物怖じしない。
かなりのメルヘン思考の持ち主で、妖精も信じている（見える）。10年前に出会い、1週間だけ仲良く遊んだ男の子・コーンから貰った石（アイオライト）を、お守りとして大切にしている。
父親を知らずに育ち、また母親から愛情を注がれなかった。それに加え、幼稚園のころから想い続けた尚に捨てられたこと、彼の取り巻きから受け続けた嫌がらせの経験が影響し、純真さの一方で暗黒面を持った複雑な性格。さらに、今まで尚のために棒に振ってきた化粧や親友や青春に強烈な憧れを抱きながらも、恋愛については「二度と恋なんかしない」と固く心に誓っている。
オーディションに落選したが諦めず、「ラブミー（Love Me）部」なる謎の部門に配属され仕事をこなし、また蓮の演技に接するうちに、復讐心に囚われず純粋に芝居を楽しめるようになる。同時に、今まで自分が尚とその家族に褒められるためだけにしか生きてこなかったことに気付き、自分を作るために演技の勉強を志すことを決意した。
すっぴん姿は「芸能人としては華がない」「（尚曰く）地味で色気が無い」が、化粧後は美人。本人は無自覚だが蓮をはじめとする実力派俳優や共に仕事をした著名な監督達が一目置くほどの天才的な演技の才能を持っている。しかし感情移入できなければ役柄を掴むことができず、以前は好きな役柄（お嬢様・妖精・お姫様・王子様）に関連づけられないと才能を発揮できなかった。
成り行きでデビューした、バラエティ番組の人気者マスコット「坊」（ニワトリの着ぐるみ）をレギュラーとしてこなすが、尚と蓮に知られたくないため公表していない。
公式デビューは、奏江と共演した炭酸飲料「キュララ」のCM。その後、尚のPVでの演技が注目され、ドラマ『DARK MOON』の本郷未緒役に大抜擢、注目される。これが実績となりドラマの出演依頼が複数寄せられるが、イメージが定着することを嫌がり断ろうとしてしまう。しかし、来日したときにお世話したクー・ヒズリの言葉によりイメージを恐れず挑戦しようと決意する。最初は役作りに苦労するが蓮の協力もあり、未緒とは異なるキャラ作りに成功している。
恋愛を否定してきたがゆえに、蓮に惹かれる気持ちから長らく目を逸らしていたが、ヒール兄妹を演じる過程で、自身の恋心をはっきりと自覚する。
怨霊キョーコ（略称・怨キョ）
キョーコの体から出てくる怨霊。怒り具合によって5、6匹から無数に発生する。元々尚に裏切られたときに出てきたので、尚に対面するときが最も多く発生する。ほとんどの人には見えないが、金縛りやどつき攻撃に使える。ほぼ無敵の存在だが唯一、蓮の「神々スマイル」（蓮がキョーコを愛しく思う時に出る表情）には浄化される。 他、レイノにはなぜかこれをわし掴みする力がある模様。
本郷未緒（ほんごう みお）
ドラマ『DARK MOON』でキョーコが演じるキャラクター。大富豪、本郷家の次女。オリジナル版『月籠り』では、幼いころ姉に負わされた左額の傷を長髪で隠していたが、『DARK MOON』ではショートにすることで姉をはじめとする周囲に見せつけている。キョーコによる、未緒の傷から見えてくる性格についての解釈が、ドラマ全体の流れと共演者の人生を変えて行くきっかけとなってゆく。
北澤ナツ（きたざわ ナツ）
ドラマ『BOX"R"（ボックス・アール）』でキョーコが演じるキャラクターで、イジメグループのリーダー格。
雪花・ヒール（セツカ・ヒール）
映画『TRAGIC MARKER』で殺人鬼役の蓮が演じる架空の俳優カイン・ヒールの妹。過去のトラウマと戦う蓮のために「御守り」としてローリィの意向で作られたキャラクターで、病的なまでのブラコンという設定。

敦賀蓮（つるが れん） / 久遠・ヒズリ（クオン・ヒズリ）
声 - 成田剣 / 小西克幸
LME芸能プロダクション俳優部所属、人気・実力ともに芸能界一の俳優。後者が本名。アメリカ人。2月10日生まれ、20歳→21歳（138回 - ）。
ハリウッドスターである父を愛しつつも大きな壁であることに悩み、15歳の時ローリィの勧めで来日、名前も容姿も捨て再出発をはかった。このことは厳重に秘され、両親とローリィ以外は知らない。また、後に両親の愛情は確認できたものの、来日前の暗い過去のために自分には幸せになる資格がないと思っている。年齢にそぐわない荒んだ過去の持ち主。
ブランドメーカーの専属モデルもこなしている。体調がどんなに悪くても最高の演技を実現するまで休まないほど真摯に仕事をこなす。その反面、食生活など仕事以外のことには恐ろしく無頓着。仕事を純粋に愛しているため、「復讐」のために芸能界入りをしたキョーコに意地悪な態度をとっていたが、演技に目覚めてひたむきに頑張るキョーコを見るうちに、わだかまりが解け素直にその情熱に好意を持つ。実は幼いころキョーコが会っていたコーン（声：田村睦心）である。
『DARK MOON』で主人公の橘嘉月（たちばな かつき）を演じるが、その「恋」の演技に行き詰まり苦悩するなかでキョーコをはっきり女性として意識し、自分を抑えるのに苦労するほどその想いは強くなっている（特にキョーコを愛しく感じた際には、抱きしめたくなるのを無表情で必死に堪えるという癖がある）。一方でそのキョーコは、蓮のことを尊敬しているが蓮が怒っている時に出る「毒吐きニセ紳士スマイル」、さらにその上を行く怒りの時の「大魔王」、大人の色気を出す「夜の帝王」状態には脅えているうえに、キョーコ自身が蓮のあからさまな口説き文句にも気付かないほどの鈍感なため、蓮のアプローチは往々にして空振りしている。
カイン・ヒール
映画『TRAGIC MARKER』の主役で冷酷な殺人鬼B・Jを演じる架空の俳優。制作側のプロモーションの一環で、最後まで蓮が演じていることは明かされず、正体を知るのは関係者では監督やプロデューサーなどごく一部で、共演者にも一切知らされない。イギリスと日本のハーフの舞台俳優という設定で、日本語は理解できるが基本的に雪花の通訳を介してでしかコミュニケーションを取らない。蓮はこの役を演じる中で、封じてきたアメリカ時代の「クオン」の記憶をフラッシュバックし苦悩するが、キョーコの体当たりの演技で立ち直りつつある。
不破尚（ふわ しょう） / 不破松太郎（ふわ ショータロー）
声 - 神奈延年 / 宮野真守
アカトキエージェンシー所属のビジュアル系歌手で、後者が本名。京都府出身。5月29日生まれ、17歳。
身長：181cm / 体重：64.8kg （38巻）
京都の老舗旅館の一人息子だが、家を継がされるのを嫌って中学卒業と同時に家出同然に上京し、プロデビューを果たす。派手好き、女好きで自分が一番という性格の持ち主で付き合う相手は年上に限ると思っている。本名を嫌い極秘にしていたり、バラエティ番組が大好きだったり、芸能界一いい男といわれる蓮に敵愾心を燃やして喧嘩を売ったりする反面、出すCDが毎回セールストップとなったり曲作りを呼吸するようにこなしたりと顔だけでなく音楽的センスも一流の腕の持ち主。
キョーコとは幼馴染で、物心つくころから一緒にいたキョーコのことを恋愛対象外の子分のように見ていた。芸能界入りを果たした後は、キョーコを家政婦代わりにした挙げ句にあっさり捨てた。やがて自らのPV製作で再会し、その予想外の容姿の変貌と演技力、過去のトラウマ（キョーコが泣く姿）が相まって初めて異性として意識することになる。さらにVIE・GHOUL（ビー・グール）との対決に際してキョーコと関わる過程でその想いは明確なものとなった。
蓮の想いに気付きキョーコに「挑戦状」を残し仕事に戻った後から感情の乗った深みのある唄い方に変わり、連続2か月以上トップを占めスキルアップしたと絶賛される。これにはキョーコに詰られたことで逆に自分を取り戻した背景があり、その後も含め尚はひとつ借りだと思っている。

### LME関係者
アカトキエージェンシーと勢力を二分する、大手芸能プロダクション「LME」の関係者。
琴南奏江（ことなみ かなえ）
声 - 田上由希子 / 早水リサ
キョーコと同じオーディションに参加した女優志望の少女。17歳。
初登場時に「もー!!」と怒鳴っていたため、キョーコからは「モー子さん」と呼ばれる。炭酸飲料「キュララ」のCMに出演して評判となり、女優としての道を歩み始め、飛鷹とドラマで共演する。人並みはずれた暗記力・演技力の持ち主だが、愛の欠落を指摘され「ラブミー部」2号に。クールだが女優の夢にかける情熱は熱い。中学時代から演技力を活用した秘密のバイトを続けていて、母屋のリフォーム資金までも稼ぎ出している。
実家が大家族で弟妹甥姪に激しく慕われているが、ジャレつかれるのが嫌で自分専用の離れを建てて一人暮らしをしている。そのため所帯臭さや他人と群れることを極端に嫌っていたが、キョーコと接してまとわりつかれるうちに態度が軟化、晴れてキョーコの親友第1号となる。
社倖一（やしろ ゆきひと）
声 - 川中子雅人
蓮のマネージャー。25歳。
優しいお兄さんタイプで、蓮とキョーコの間柄をはしゃぎながらも温かく見守っている。仕事に関しては超敏腕マネージャー。機械と相性が悪く、携帯電話を素手で持つと確実に10秒で壊す。車の運転が出来ない。一方、殺到する蓮のファンを眼力だけで金縛り（または氷漬け）にするなど、尋常ではない能力を持つ人物。
ローリィ宝田（ローリィ たからだ）
声 - 銀河万丈 / 石井康嗣
LMEプロダクション社長。エルトラは「アルジ」と呼ぶが本名かどうかは不明。作者のお気に入りキャラの筆頭格。
異常にハイテンションかつ個性的で常に何かのコスプレをしており、非常に勘が鋭い。演技の資質を持ちながら人間としての思いやりに欠けるキョーコと奏江を憂え、「ラブミー部」を設立した。見かけはかなりふざけているが、キョーコの才能や蓮の演技の欠陥に気づくなど切れ者。
宝田マリア（たからだ マリア）
声 - 今野宏美
ローリィの孫娘で、蓮とキョーコを慕っている。誕生日は12月24日。7歳→8歳（20巻 - ）
幼くしてトップモデルの母を飛行機事故で失うが、それが自分の「誕生日に来て欲しい」という願いの結果だったこと、父が思わず示した拒絶がトラウマとなり、自分は父に愛されていないと思い込んでいた。キョーコと出会い、養成所の演技テストに乱入したことでトラウマを克服し、父の愛情を信じられるようになる。以後、キョーコを慕っている。
それでも誕生日を祝う気になれずにいたが、キョーコと開催した感謝パーティによって解消しつつある。
ルト
長い間、名前が不明だった、ローリィ宝田の側近。（41巻でようやく判明）
癖のある黒毛・浅黒の青年。
椹武憲（さわら たけのり）
声 - 河野智之 / 浜田賢二
タレント部主任。3月10日生まれ、41歳。
キョーコの猛烈なアタックに根負けしてオーディションへ参加を認め、さらに「人間らしい愛情の欠落」ゆえに落選したキョーコにこだわりを見せた人物。その後もキョーコのことは何かに付け気に掛けているようである。キョーコを尚のファンだと思っている。
ブリッジ・ロック
声 - 光：笹田貴之、慎一：奈良徹、雄生：川上貴史
同じ石橋姓の、光（リーダー）、慎一、雄生の3名で構成する、LMEが誇る人気マルチタレントトリオ。キョーコがレギュラー出演する「やっぱきまぐれロック」の司会者。光はキョーコに好意を持っているが、当然彼女は気付いていない。

### DARK MOON関係者
『DARK MOON』は、尚のPVでの演技を評価されたキョーコが出演、蓮と共演することになったドラマ。なお『DARK MOON』は、20年前に伝説的な大ヒットを遂げたドラマ『月籠り』のリメイクである。
緒方啓文（おがた ひろあき） / 伊達啓文（だて ひろあき）
声 - 藤田圭宣
後者が本名。『DARK MOON』の監督。女顔で物腰の柔らかい人。27歳。
前作『月籠り』の監督（伊達大尊）を父に持つ。周囲から向けられる視線が常に父を通して見ていることに苦しみ続け、それを克服するためにリメイクを決意した。父の名を耳にすると過呼吸症状を招いて倒れたが、蓮の言葉で立ち直るきっかけを得る。さらにキョーコの解釈による未緒を目の当たりにし、見失いかけていた目指す道をつかみ取る。
壁を乗り越えた後には、大物女優を緊張させるほどの迫力をもった笑顔を向けるなど、着実に監督としての威厳がつき始めている。
『DARK MOON』撮影中に、尚がキョーコに個人的に会いにきたり、蓮のキョーコに対する気遣いの仕方などから、日本を代表するトップシンガー・俳優の、尚・蓮、そしてまだ駆け出しのキョーコの3人の関係にドキドキしている。
百瀬逸美（ももせ いつみ）
声 - 生天目仁美
『DARK MOON』のヒロイン・本郷美月（ほんごう みづき）を演じる実力派新人女優。17歳。
プロ意識が高く演技に対して真剣で、そのため蓮のスランプ中には演技のできなくなった蓮より意外に実力のあるキョーコを評価したり、蓮の復帰後には俳優として自分より数段レベルが上の蓮に悔しさを覚えたりしている。
新人でヒロインの従姉妹役に過ぎないキョーコが蓮と親しくしていることを快く思わない同年代の共演者が多い中、キョーコと仲がいい。演技に真摯であるため、蓮のアドリブ満載の演技に翻弄された後も同じ演技者としての位置を保ち続けている希有な例。
演技テストの際に、蓮の「神々スマイル」の前に撃沈し、蓮に恋愛感情をいだいている。
飯塚寛子（いいづか ひろこ）
声 - 横尾まり
ベテラン大女優で、『DARK MOON』では未緒の母を演じる。
新人だったころに前作『月籠り』で未緒を演じ代表作となっていたため、当初はキョーコが未緒役に抜擢されたことに不満を持っており、新しい未緒の解釈に対しても激しく抗議したが、共演する過程でキョーコの解釈を自分を超えるものとまで認めるようになる。
大原愛理（おおはら あいり）
本郷操を演じる若手女優で、20代半ば。優しいお姉様タイプで、後輩の逸美やキョーコにも親しく接している。
貴島秀人（きじま ひでひと）
二枚目俳優。女好きで知られており、好みのタイプである大人びた外見のキョーコにちょっかいを出そうとしていたが、蓮から牽制されたことで図らずも蓮のキョーコへの好意を知る。
クー・ヒズリ
声 - 武内駿輔（ドラマCD版）
蓮の父で、アメリカ在住のハリウッドスター。18巻から19巻のメインゲスト。京都出身。
保津周平（ほづ しゅうへい）の芸名で嘉月を演じ、『月籠り』を伝説化した立役者。渡米の際「保津周平」の名前を葬る「名前の葬式」を行っている。
天才的な役者であり、ブラックホールの胃を持つと言われるほどの大食い。妻と息子を深く愛しており、彼らを賞賛し始めると止まらない。妻の息子恋しさが切羽詰まってきたことを受けて来日、蓮と再会し、互いのわだかまりを解くことができた。
その際、世話係を務めたキョーコの演技力に興味を持ち、成り行きで演技指導をするうち、キョーコから師にして父と仰がれることになる。
相良 恭紫狼（さがら きょうしろう）
クーが17歳（保津周平時代）の時に演じた不良役。世代を超えて愛される、不良（ヤンキー）界のバイブル的存在である漫画が原作。不良でありながら心優しい一面もある。

### ドラマ「BOX"R"」関係者
天宮千織（あまみや ちおり）
舞台女優としてデビューし、Vシネマにも出演している。ユミカ役。
優等生的振る舞いの内心で渦巻く毒を、ノートに書き出すことでコントロールする習慣がある。
6歳で伝説のドラマ『緋色のダイス』に出演し、天才子役・天東 あかり（てんどう あかり）として名を馳せたが、その後、汚れ役のイメージにつきまとわれ女優として伸び悩んでいた。
キョーコとの共演をきっかけに、純粋に芝居を楽しめなくなっていた自分に気づき、芝居への愛情を取り戻すため、自ら志願してラブミー部員3号となる。
薪野穂奈美（まきの ほなみ）
若手女優で「ナツの右腕」ことカオリ役。ナツ役に抜擢された新人のキョーコが気に入らず、友加と共にキョーコに意地悪をしていたが、キョーコの新たな役作りを目の当たりにし認める。芝居にひた向き。
須藤友加（すどう ゆか）
ツグミ役。蓮のファン。
丸山留美（まるやま るみ）
人気アイドル（愛称はマルミー）で、ドラマ初出演ながら主人公のちとせ役となる。素直な性格で、少し天然。

### 映画『TRAGIC MARKER』関係者
近衛（このえ）
映画監督。カイン・ヒールのキャラクターを創造し、プロモーションを企画した張本人であるが、蓮の役作りが自分の想像を超えていたため、当初は心の底から怯えていた。
村雨泰来（むらさめ たいら）
準主役・光嗣（こうじ）役。中学2年ごろから17歳の夏まで近畿地方で名を知られた暴走族の総長をしていた。芸能界を暴走族と同じ「実力主義の世界」であると考えている。共演者と意思の疎通を図ろうとしないカイン・ヒール（蓮）に、蓮にとっての禁句を言い放ってしまい、我を失った蓮と格闘になり、雪花（キョーコ）が止めなければ命を落としかねないほどに心身ともに痛めつけられた。保津周平が演じた相良恭紫狼を敬愛している。
愛華（まなか）
甘栗が好き。カインに怯え震える様子に、蓮に怯えるキョーコとを重ねた蓮が思わず優しさを垣間見せたところ、丁度夢中になっていた恭紫狼のイメージを重ね合わせ、カインを慕うようになり、周囲をかえりみずにカインにまとわりつく。

### その他
安芸祥子（あき しょうこ）
声 - 夏樹リオ
尚のマネージャーで、ダイナマイトバディを持つ女性（尚は「ショーコさん」と呼んでいる）。自宅に尚が入り浸っているが、付き合っている訳ではない。
大学までは役者志望だったが才能に見切りを付け大学も辞めたものの芸能界への想いを捨てきれず、マネージャーの道を選んだ。
だるまや夫婦
声 - 岩崎征実、長浜満里子 / 佐藤晴男、瑚海みどり
キョーコが下宿している居酒屋の経営者夫妻。
腕の良い頑固な板前の大将と、包容力豊かなおかみさん。芸能界への挑戦を諦めかけていたキョーコにだるまを手渡して励まし、その後も見守り続けている。
今のキョーコが最も恩義を感じている人たち。
尚の両親
声 - 株田裕介、吉田美保
京都で老舗旅館を営む、尚（松太郎）の両親でキョーコの事実上の育ての親。キョーコには一人息子の松太郎と一緒になって家を継いで欲しいと望んでいた。
キョーコの料理の腕前や茶道をはじめとする立居振舞は、主にこの人たちによる鍛錬のおかげ。しかし今のキョーコは、それに応え続けたことが「カラッポの自分」を作ってしまったと思っている。
最上冴菜（もがみ さえな）
キョーコの母。キョーコにとって、最初で最大のトラウマとなる人物。回想では常にスーツ姿。
なぜかキョーコに愛情を向けておらず、幼い娘を尚の両親にほとんど預けっぱなしにし、冷たく接して泣かせていた。
※尚はこの時本気で泣いているキョーコの姿を見たことがトラウマとなっている。
松内瑠璃子（まつない るりこ）
声 - 川澄綾子
アイドル歌手で、誰もがうらやむ色白の肌をしている。
重度のわがまま故にキョーコの最初の「ターゲット」となり、出演映画のヒロインを賭けて競ううちに忘れてしまっていたデビュー当時の気持ちを思い出す。キョーコのことを気に入る。
新開誠士（しんがい せいじ）
声 - 野島裕史
映画監督。すぐにむくれる、わがままな松内瑠璃子とキョーコを演技で競わせ、良いほうを使うと宣言する。起用しなかったキョーコのことを、良い収穫があったとつぶやく。
高園寺絵梨花（こうえんじ えりか）
声 - 榎本温子
高園寺財閥のお嬢様でアカトキ所属。奏江の元同級生。
小3の時に奏江に芝居の主役をさらわれて以来、奏江をライバル視し続け、あらゆる手段（実力も有るが、主に財力）で演劇関係への道を妨害し続けてきた。
「キュララ」のCMオーディションにおいても妨害工作を行うがキョーコと奏江のペアに完敗し、奏江と実力だけで競うことを決意する。
七倉美森（なのくら みもり）
声 - 本多陽子
アカトキエージェンシー所属の新人アイドル。巨乳の持ち主。15歳。
キョーコのクラスメイトで尚を慕っている（尚は「ポチリ」と犬扱い）。尚のPVでキョーコと天使役で競演することになり、尚との深い繋がりをのぞかせるキョーコに嫉妬するもその演技力に引きずられてしまう。
麻生春樹（あさみ はるき）
声 - 恒松あゆみ
クィーンレコードのプロデューサーで、巨乳&フェロモン系の女性。啓文の親友で尚のPV製作時にキョーコの演技力に才能を感じ、啓文にキョーコを薦める。
尚とはデビュー当時から係わっている（尚は「ミルキちゃん」と呼んでいる）。キョーコの持つ雰囲気を読みとったり、演技上の問題点を的確に指摘したりと有能でアクシデントを本採用する決断力も備えている。
上杉飛鷹（うえすぎ ひおう）
祖父母・両親共にスターという芸能一家に生まれ、CM・ドラマなどで活躍する芸能生活9年以上の大ベテランの少年。11歳。
芸能一家を笠に着た不遜な性格だが、実年齢よりいつも下に見られることと芸歴の長さとのアンバランスから少々屈折しているためでもある。罵倒する際の口癖は「再起不能だ!!」。
奏江が初めて出演したドラマで共演し、初対面で子ども扱いしなかった奏江に好意を持つが、そのあと撮影の際に投げられたこと（奏江は遊んでいるつもりだった）を根に持って嫌がらせをしていた。後に誤解が解け、仲直りをする。
レイノ
声 - 髙木俊（ゲーム版・ドラマCD版）
バンドのVIE・GHOUL（ビー・グール）のボーカルで、18歳。
「超」霊能力者と名乗っており、実際に怨キョをわしづかみにする、物陰のキョーコを真っ直ぐに追跡する、さらには蓮の記憶と思念に感応する（蓮の過去の記憶を垣間見る）など並はずれた能力を持っている。
キョーコに執着して尚と蓮を大いに刺激し三角関係に影響を与えたのち、レコーディングでNYへ去る。
ミロク
声 - 石田彰（ゲーム版）
VIE・GHOULのドラムでリーダー。レイノの親友で一連の「不破パクリ」の首謀者。19歳。
ジュリエナ・ヒズリ
蓮の母で、アメリカ在住の女優。
余命○○（3日・1週間など様々）が口グセだったり、息子が泣いて嫌がるほど料理が不味かったりするものの、息子に対する愛情は深い。
デュリス・エルトラ
ローリィの旧友で、マリアの父（コウキ）を伴ってマリアの感謝祭パーティに来日した。
ジェリー・ウッズ
身長148センチメートル、33歳。蓮専属の美容師。蓮が日本人ではないことを知っているが、クー・ヒズリの息子だということは知らされていない。蓮のことを「蓮ちゃん」、「あの子」と呼ぶ。キョーコからは「魔法の女神（ミューズ）」と崇められている。

## 書誌情報

### 単行本
- 仲村佳樹 『スキップ・ビート！』 白泉社〈花とゆめコミックス〉、既刊51巻（2024年12月20日現在）
  1. 2002年7月19日発売、ISBN 4-592-17821-1
  2. 2002年11月19日発売、ISBN 4-592-17822-X
  3. 2003年3月19日発売、ISBN 4-592-17823-8
  4. 2003年7月18日発売、ISBN 4-592-17824-6
  5. 2003年10月17日発売、ISBN 4-592-17825-4
  6. 2004年2月19日発売、ISBN 4-592-17826-2
  7. 2004年7月16日発売、ISBN 4-592-17827-0
  8. 2004年10月19日発売、ISBN 4-592-17828-9
  9. 2005年2月18日発売、ISBN 4-592-17829-7
  10. 2005年6月17日発売、ISBN 4-592-17830-0
  11. 2005年10月19日発売、ISBN 4-592-17831-9
  12. 2006年2月17日発売、ISBN 4-592-17832-7
  13. 2006年6月19日発売、ISBN 4-592-17833-5
  14. 2006年10月19日発売、ISBN 4-592-17834-3
  15. 2007年2月19日発売、ISBN 978-4-592-17835-4
  16. 2007年6月19日発売、ISBN 978-4-592-17836-1
  17. 2007年10月19日発売、ISBN 978-4-592-17837-8
  18. 2008年2月19日発売、ISBN 978-4-592-17838-5
  19. 2008年7月17日発売、ISBN 978-4-592-17839-2
  20. 2008年10月17日発売、ISBN 978-4-592-17840-8
  21. 2009年2月19日発売、ISBN 978-4-592-18611-3
  22. 2009年6月19日発売、ISBN 978-4-592-18612-0
  23. 2009年10月19日発売、ISBN 978-4-592-18613-7
  24. 2010年2月19日発売、ISBN 978-4-592-18614-4
  25. 2010年6月18日発売、ISBN 978-4-592-18615-1
  26. 2010年10月19日発売、ISBN 978-4-592-18616-8
  27. 2011年2月19日発売、ISBN 978-4-592-18617-5
  28. 2011年6月20日発売、ISBN 978-4-592-18618-2
  29. 2011年11月18日発売、ISBN 978-4-592-18619-9
  30. 2012年3月19日発売、ISBN 978-4-592-18620-5
  31. 2012年9月20日発売、ISBN 978-4-592-19491-0
  32. 2013年3月19日発売、ISBN 978-4-592-19492-7
  33. 2013年9月20日発売、ISBN 978-4-592-19493-4
  34. 2014年3月20日発売、ISBN 978-4-592-19494-1
  35. 2014年9月19日発売、ISBN 978-4-592-19495-8
  36. 2015年3月20日発売、ISBN 978-4-592-19496-5
  37. 2015年9月18日発売、ISBN 978-4-592-19497-2
  38. 2016年3月18日発売、ISBN 978-4-592-19498-9
  39. 2016年9月20日発売、ISBN 978-4-592-19499-6
  40. 2017年3月20日発売、ISBN 978-4-592-19500-9
    - 「ドラマCD付初回限定版」同日発売、ISBN 978-4-592-10571-8

  41. 2017年10月20日発売、ISBN 978-4-592-21641-4
  42. 2018年5月18日発売、ISBN 978-4-592-21642-1
  43. 2019年1月18日発売、ISBN 978-4-592-21643-8
  44. 2019年9月20日発売、ISBN 978-4-592-21644-5
    - 「ドラマCD付初回限定版」同日発売、ISBN 978-4-592-10615-9

  45. 2020年5月20日発売、ISBN 978-4-592-21645-2
  46. 2021年1月20日発売、ISBN 978-4-592-21646-9
  47. 2021年9月17日発売、ISBN 978-4-592-21647-6
  48. 2022年6月20日発売、ISBN 978-4-592-21648-3
    - 「連載20周年記念イラスト集つき特装版」同日発売、ISBN 978-4-592-10631-9

  49. 2023年3月20日発売、ISBN 978-4-592-21649-0
  50. 2024年3月19日発売、ISBN 978-4-592-22480-8
  51. 2024年12月20日発売、ISBN 978-4-592-22509-6

### ノベライズ
詳細は#小説を参照。

### ファンブック
- 『スキップ・ビート！ ファンブック〜LOVE ME!〜』 2009年3月19日発売、ISBN 978-4-592-18697-7

## ドラマCD
スキップ・ビート！ ドラマCD
- 発売日：2002年9月26日
- 発売元：マリン・エンタテインメント
- 商品番号：MMCC-7029
- ディスク枚数：1
- 収録時間：71分9秒
- 曲目リスト
  1. 健気少女・キョーコ
  2. そして箱は開けられた
  3. 憑かれたら最後
  4. デビューへの扉
  5. 白熱のオーディション
  6. 欠けてる気持ち
  7. おまけ〜ローリィ宝田の華麗なる日常〜

- 声の出演
  - 最上キョーコ - 長沢美樹
  - 敦賀蓮 - 成田剣
  - 不破尚 - 神奈延年
  - ローリィ宝田 - 銀河万丈
  - 椹武憲 - 河野智之
  - 祥子（尚のマネージャー） - 杉本ゆう
  - だるまやの大将 - 岩崎征実
  - だるまやのおかみ - 長浜満里子
  - 琴南奏江 - 田上由希子
  - 尚の母 - 重松朋
  - ＴＶ司会者 - 下崎紘史
  - オーディション司会者 - 新垣樽助
  - 受付嬢 - 鈴木まひる

2004☆ハッピー！ドラマCD
- 『花とゆめ』2004年4号の付録
- 発売日：2004年1月20日
- ディスク枚数：1
- 曲目リスト
  1. 女の子キャラからのメッセージ
  2. ミニドラマ「花ざかりの君たちへ」
  3. ミニドラマ「女子妄想症候群」
  4. ミニドラマ「学園アリス」
  5. ミニドラマ「スキップ・ビート！」
  6. ミニドラマ「ひつじの涙」
  7. 男の子キャラからのメッセージ

- 声の出演
  - 最上キョーコ - 長沢美樹
  - 敦賀蓮 - 成田剣

スキップ・ビート！ 〜華麗なるアニメDVD〜
- 『花とゆめ』2008年23号の付録
- 発売日：2008年11月20日
- ディスク枚数：1
- メニュー
  1. オープニング
  2. キャストトーク
  3. 番宣CM
  4. スペシャルコーナー
  5. 第1話ダイジェスト
  6. エンディング

- 声の出演
  - 最上キョーコ - 井上麻里奈
  - 敦賀蓮 - 小西克幸
  - 不破尚 - 宮野真守
  - ナビゲーター（社倖人） - 川中子雅人

スキップ・ビート！ BLACKドラマCD 黒の息吹 プロローグ
- 『花とゆめ』2012年18号の付録
- 発売日：2012年8月20日
- ディスク枚数：1
- 曲目リスト
  1. 黒の息吹 プロローグ A
  2. 黒の息吹 プロローグ B
  3. キャスト・トーク

- 声の出演
  - 最上キョーコ - 井上麻里奈
  - 敦賀蓮 - 小西克幸
  - ローリィ宝田 - 石井康嗣
  - 琴南奏江 - 早水リサ
  - ジェリー・ウッズ - 甲斐田ゆき

スキップ・ビート！ KISS×KISSドラマCD 〜バレンタイン兵器（ウェポン）〜
- 『花とゆめ』2013年4号の付録
- 発売日：2013年1月19日
- ディスク枚数：1
- 曲目リスト
  1. KISS A
  2. KISS B
  3. キャスト・トーク

- 声の出演
  - 最上キョーコ - 井上麻里奈
  - 敦賀蓮 - 小西克幸
  - 不破尚 - 宮野真守
  - 社倖一 - 川中子雅人
  - 緒方啓文 - 織田圭祐
  - 百瀬逸美 - 生天目仁美
  - 大原愛理 - 吉田麻実

スキップ・ビート! ドラマCD 〜黒の息吹〜
- 『花とゆめ』2017年8号の付録
- 発売日：2017年3月18日
- ディスク枚数：1
- 曲目リスト
  1. オープニング
  2. 黒の息吹 A
  3. 黒の息吹 B
  4. 黒の息吹 C
  5. ダミーヘッドトラック「蓮様と秘密のラブシーンレッスン」
  6. キャストコメント

- 声の出演
  - 最上キョーコ - 井上麻里奈
  - 敦賀蓮 - 小西克幸
  - 不破尚 - 宮野真守
  - 安芸祥子 - 夏樹リオ
  - 電話案内 - 竹尾歩美

スキップ・ビート！ 単行本40巻ドラマCD付初回限定版
- 発売日：2017年3月18日
- ディスク枚数：1
- 曲目リスト
  1. オープニング
  2. 原色の楽園〜HOT SPELL〜（ACT.209）
  3. 原色の楽園〜HOT SPELL〜（ACT.210）
  4. 原色の楽園〜HOT SPELL〜（ACT.211）
  5. キャストコメント

- 声の出演
  - 最上キョーコ - 井上麻里奈
  - 敦賀蓮（久遠・コーン） - 小西克幸
  - クオン・ヒズリ（幼少期） - 田村睦心
  - 某国王妃A・B - 井上麻里奈
  - レフリー - 伊達忠智
  - セコンド - 松田修平
  - クー・ヒズリ - 武内駿輔

スキップ・ビート！ ドラマCD あの世から愛をこめて
- 『花とゆめ』2019年20号の付録
- 発売日：2019年9月20日
- ディスク枚数：1
- 曲目リスト
  1. あの世から愛をこめて A
  2. あの世から愛をこめて B
  3. ダミーヘッドマイク収録トラック「あなたが眠るまで」
  4. キャスト・トーク

- 声の出演
  - 最上キョーコ - 井上麻里奈
  - 敦賀蓮 - 小西克幸
  - 社倖一 - 川中子雅人
  - レイノ - 髙木俊

## テレビアニメ
2008年10月から2009年3月までテレビ東京系にて放送された。

### スタッフ
- 監督 - 佐山聖子
- シリーズ構成 - 関島眞頼
- キャラクターデザイン - 熊谷哲矢
- 衣装デザイン - 吉川美貴
- プロップデザイン - 荒川眞嗣
- 美術監督 - 竹田悠介、篠原理子
- 色彩設計 - 谷本千絵
- 撮影監督 - 木村康史
- 編集 - 後藤正浩
- 音響監督 - 本山哲
- 音楽 - 多田彰文
- 音楽プロデューサー - 渡辺隆、伊東宏晃、加藤秀一
- アニメーションプロデューサー - 皆川護
- プロデューサー - 堀切伸二、鈴木浩介、熊谷拓登
- アニメーション制作 - ハルフィルムメーカー
- 製作 - LMEラブミー部（ポニーキャニオン、白泉社、テレビ東京メディアネット、ハルフィルムメーカー、創通）

### 主題歌・挿入歌 （アニメ）
オープニングテーマ
「Dream Star」（第1話 - 19話）
作詞 - yoko & BOUNCEBACK / 作曲 - Katsumi Ohnishi / 編曲 - Yasunari Nakamura / 歌 - the generous
「Renaissance」（第20話 - 最終話）
作詞 - yoko & 森月キャス / 作曲 - 大西克巳 / 編曲 - 河野圭 / 歌 - the generous

エンディングテーマ
「ナミダ」（第1話 - 19話）
作詞 - HAMMAER、Mago、Jin / 作曲・編曲 - JIN / 歌 - 2BACKKA
「永遠」（20話 - 最終話）
作詞・作曲 - 多胡邦夫 / 編曲 - 渡辺徹 / 歌 - 木山裕策

挿入歌
「BURNIN'DOWN」
「Prisoner」
作詞 - マイクスギヤマ / 作曲・編曲 - 多田彰文 / 歌 - 不破尚（声：宮野真守）

### 各話リスト
| 話数     | サブタイトル                   | 脚本       | 絵コンテ          | 演出       | 作画監督                            | 総作画監督                 |
| -------- | ------------------------------ | ---------- | ----------------- | ---------- | ----------------------------------- | -------------------------- |
| STAGE.1  | そして箱は開けられた           | 関島眞頼   | 佐山聖子          | 鎌仲史陽   | 畑智司                              | 熊谷哲矢 音地正行          |
| STAGE.2  | 戦慄の宴                       | 久保田雅史 | 五月女有作        | 五月女有作 | わたなべはやと 山崎輝彦 荒川絵里花  | 熊谷哲矢 音地正行          |
| STAGE.3  | 欠けてる気持ち                 | 大知慶一郎 | 佐藤順一          | 高田昌宏   | 服部憲知 石堂伸晴 松井誠            | 熊谷哲矢 音地正行          |
| STAGE.4  | 再会の迷宮（ラビリンス）       | 藤咲あゆな | 細田雅弘          | 杉山慶一   | 吉田雄一                            | 熊谷哲矢 音地正行          |
| STAGE.5  | 危険地帯（デンジャー・ゾーン） | 関島眞頼   | 筑紫大介          | 玉川真人   | ゆきちひろ                          | 熊谷哲矢 音地正行 竹田逸子 |
| STAGE.6  | 舞踏会への招待状               | 藤咲あゆな | 佐山聖子          | 小高義規   | 亀井大祐 畑智司 伊東克修            | 熊谷哲矢 音地正行 竹田逸子 |
| STAGE.7  | プリンセス革命（クーデター）   | 大知慶一郎 | 山本裕介          | 中山敦史   | 八尋裕子                            | 熊谷哲矢 音地正行          |
| STAGE.8  | 一蓮托生                       | 久保田雅史 | 大脊戸聡          | 大脊戸聡   | 木下ゆうき 山崎輝彦 荒川絵里花      | 熊谷哲矢 音地正行 竹田逸子 |
| STAGE.9  | 天使の言霊（ことだま）         | 関島眞頼   | おざわかずひろ    | 杉山慶一   | 吉田雄一                            | 熊谷哲矢 音地正行 竹田逸子 |
| STAGE.10 | てのひらのブルー               | 大知慶一郎 | 三原武憲          | 福田貴之   | 村上直紀 亀井大祐                   | 熊谷哲矢 音地正行 竹田逸子 |
| STAGE.11 | 嵐の素顔                       | 久保田雅史 | 佐山聖子          | 山口頼房   | ゆきちひろ                          | 熊谷哲矢 音地正行 竹田逸子 |
| STAGE.12 | 開いた傷口                     | 藤咲あゆな | 石井久志          | 中山敦史   | 八尋裕子                            | 熊谷哲矢 音地正行 竹田逸子 |
| STAGE.13 | バトルガール                   | 大知慶一郎 | 松田哲明          | 古川知宏   | 木下ゆうき 荒川絵里花               | 熊谷哲矢 音地正行 竹田逸子 |
| STAGE.14 | 秘密のスタンプ帳               | 久保田雅史 | 細田雅弘 佐山聖子 | 杉山慶一   | 吉田雄一                            | 熊谷哲矢 音地正行 竹田逸子 |
| STAGE.15 | 地雷源と一緒                   | 関島眞頼   | 佐藤順一          | 小高義規   | 亀井大祐                            | 熊谷哲矢 音地正行 竹田逸子 |
| STAGE.16 | 嫌い×嫌い                      | 久保田雅史 | 佐山聖子          | 安藤健     | 松岡謙治 小山知洋                   | 熊谷哲矢 音地正行 竹田逸子 |
| STAGE.17 | 運命のDATE                     | 大知慶一郎 | 石井久志          | 中山敦史   | 八尋裕子                            | 熊谷哲矢 音地正行 竹田逸子 |
| STAGE.18 | 罪は天使のように               | 藤咲あゆな | 福田貴之          | 福田貴之   | 佐藤道雄 木下ゆうき                 | 熊谷哲矢 音地正行 竹田逸子 |
| STAGE.19 | 最期の儀式                     | 藤咲あゆな | おざわかずひろ    | 杉山慶一   | 吉田雄一                            | 熊谷哲矢 音地正行 竹田逸子 |
| STAGE.20 | 月の誘い                       | 関島眞頼   | 佐山聖子          | 筑紫大介   | 江上夏樹 亀井大祐 吉田雄一 相澤澄江 | 熊谷哲矢 音地正行 竹田逸子 |
| STAGE.21 | 資格を持つ者                   | 大知慶一郎 | 佐山聖子          | 山口頼房   | ゆきちひろ                          | 熊谷哲矢 音地正行 竹田逸子 |
| STAGE.22 | 世界が壊れた日                 | 久保田雅史 | 山本裕介          | 土屋康郎   | 江上夏樹 村上直紀                   | 熊谷哲矢 音地正行 竹田逸子 |
| STAGE.23 | ひかれた引き金                 | 藤咲あゆな | 佐藤順一          | 古川知宏   | 佐藤道雄 雨宮英雄                   | 熊谷哲矢 音地正行 竹田逸子 |
| STAGE.24 | そのコンタクトは許される       | 小山真     | おざわかずひろ    | 杉山慶一   | 吉田雄一                            | 熊谷哲矢 音地正行 竹田逸子 |
| STAGE.25 | そして扉は開かれる             | 関島眞頼   | 佐山聖子          | 佐山聖子   | 熊谷哲矢 佐山聖子                   | 熊谷哲矢 竹田逸子          |

### 放送局
| 放送地域       | 放送局         | 放送期間                                              | 放送日時                              | 放送区分       | 備考             |
| -------------- | -------------- | ----------------------------------------------------- | ------------------------------------- | -------------- | ---------------- |
| 関東広域圏     | テレビ東京     | 2008年10月5日 - 2009年3月29日                         | 日曜 26:00 - 26:30                    | テレビ東京系列 |                  |
| 愛知県         | テレビ愛知     | 2008年10月6日 - 2009年3月30日                         | 月曜 26:58 - 27:28                    | テレビ東京系列 |                  |
| 福岡県         | TVQ九州放送    | 2008年10月7日 - 2009年3月31日                         | 火曜 26:23 - 26:53                    | テレビ東京系列 |                  |
| 岡山県・香川県 | テレビせとうち | 2008年10月8日 - 2009年4月1日                          | 水曜 25:18 - 25:48                    | テレビ東京系列 |                  |
| 大阪府         | テレビ大阪     | 2008年10月10日 - 2009年4月3日                         | 金曜 27:35 - 28:05                    | テレビ東京系列 |                  |
| 北海道         | テレビ北海道   | 2008年10月14日 - 2009年4月7日                         | 火曜 26:00 - 26:30                    | テレビ東京系列 |                  |
| 日本全域       | AT-X           | 2008年11月12日 - 2009年3月25日 2009年4月1日 - 4月29日 | 水曜 11:00 - 11:30 水曜 10:00 - 10:30 | CSチャンネル   | リピート放送あり |

| テレビ東京 月曜2:00 - 2:30（日曜深夜）枠 | テレビ東京 月曜2:00 - 2:30（日曜深夜）枠 | テレビ東京 月曜2:00 - 2:30（日曜深夜）枠 |
| 前番組                                   | 番組名                                   | 次番組                                   |
| ---------------------------------------- | ---------------------------------------- | ---------------------------------------- |
| ネオ アンジェリーク Abyss -Second Age-   | スキップ・ビート!                        | 咲-Saki-                                 |

## ゲーム
PS2専用ソフトとして、5pb.Gamesより2009年5月28日に発売された。
ストーリーはゲームオリジナルとなっている。
CERO B（12歳以上対象）指定。限定版には、オリジナルサウンドCDとオリジナルストラップが付属している。
エンディングテーマは当時、ブレイク前のゴールデンボンバーが担当した。

### 主題歌・挿入歌 (ゲーム)
2009年6月17日に、オープニングテーマとエンディングテーマはスプリット・シングルとして5pb.Recordsからリリースされた（販売元はポニーキャニオン）。
オープニングテーマ
「Blow Wind」
作詞 - 漆野 淳哉 / 作曲 - 酒井 陽一 / 編曲 - 田口 裕一 / 歌 - SMILY☆SPIKY
エンディングテーマ
「タイムマシンが欲しいよ」
作詞・作曲 - 鬼龍院 翔 / 編曲 - 鬼龍院 翔・tatsuo / 歌 - ゴールデンボンバー
挿入歌
「Rising blue」
作詞 - 濱田 智之 / 作曲・編曲 - 南 利一 / 歌 - 不破 尚（声：宮野 真守）

## テレビドラマ
華麗的挑戰（英語: Skip Beat!)のタイトルで、台湾と日本の合作により民間全民電視公司と八大綜合台で2011年にテレビドラマ化され、放送が行われた。全14話。2011年12月18日から2012年4月1日まで放送されている。主演は陳意涵（イーハン・チェン）、白歆惠（ビアンカ・バイ）。
日本ではスキップ・ビート!! 〜華麗的挑戦〜のタイトルで放送。2012年4月23日から2012年9月24日までDATVにて全23話で放送されたほか、BS-TBSでは2013年3月8日から4月4日まで全20話の2か国語放送(日本語字幕付)で放送された。

### サブタイトル
※日本放送日はDATV放送時のもの。
| 各話   | サブタイトル                 | 日本放送日     |
| ------ | ---------------------------- | -------------- |
| 第1話  | その秘めた箱は開けられた     | 2012年 4月23日 |
| 第2話  | めざせ! 芸能界               | 4月30日        |
| 第3話  | 運命のオーディション         | 5月7日         |
| 第4話  | 愛する気持ちって何ですか?    | 5月14日        |
| 第5話  | ラブミー部 誕生!             | 5月21日        |
| 第6話  | 転がり込んできたチャンス!?   | 5月28日        |
| 第7話  | 演技勝負の行方               | 6月4日         |
| 第8話  | 新たなるミッション!          | 6月11日        |
| 第9話  | コーンの秘密                 | 6月18日        |
| 第10話 | キョーコ危機一髪!            | 6月25日        |
| 第11話 | モー子さんの過去             | 7月2日         |
| 第12話 | 初めての友達                 | 7月9日         |
| 第13話 | キョーコ、マネージャーになる | 7月16日        |
| 第14話 | ドキドキ 急接近!             | 7月23日        |
| 第15話 | 天使の嘆きと悪魔の微笑       | 7月30日        |
| 第16話 | ラブ・プリズナー             | 8月6日         |
| 第17話 | “DARK MOON”始動!             | 8月13日        |
| 第18話 | 開花の時                     | 8月20日        |
| 第19話 | 思わぬ大ピンチ!?             | 8月27日        |
| 第20話 | それはやっぱり恋のせい?      | 9月3日         |
| 第21話 | ヒミツのレッスン             | 9月10日        |
| 第22話 | 揺れる恋心                   | 9月17日        |
| 第23話 | 未来へ向かって               | 9月24日        |

### キャスト
| 日本版役名   | 台湾版役名 | 俳優名                       | 日本語吹替 |
| ------------ | ---------- | ---------------------------- | ---------- |
| 最上キョーコ | 宮囍       | 陳意涵（イーハン・チェン）   | 牧野由依   |
| 敦賀蓮       | 敦賀蓮     | シウォン（SUPER JUNIOR）     | 川原元幸   |
| 不破尚       | 不破尚     | ドンヘ（SUPER JUNIOR）       | 西健亮     |
| 琴南奏江     | 江南琴     | 白歆惠（ビアンカ・バイ）     | 田野アサミ |
| 社倖一       | 杜金       | 金勤（ジン・チン）           | 鈴木裕斗   |
| 安芸祥子     | 鴦鴦       | 潘慧如（パン・フイルー）     | 甲斐田裕子 |
| ローリィ宝田 | 羅利       | 趙樹海（アレン・チャオ）     | 高瀬右光   |
| 椹武憲       | 椹德元     | 卜學亮（ブー・シュエリャン） | 朝倉栄介   |

### 主題歌・挿入歌 （テレビドラマ）
オープニングテーマ
- 『華麗的獨秀（S.O.L.O.）』（SUPER JUNIOR-M）

エンディングテーマ
- 『這是愛（That's Love）』（ドンヘwith ヘンリー）

挿入歌
- 『不留紀念 (Goodbye)』（SUPER JUNIOR-M チョウミ）

### 日本国内放送局
| 放送地域 | 放送局 | 放送期間                | 放送日時                           | 放送系列       |
| -------- | ------ | ----------------------- | ---------------------------------- | -------------- |
| 日本全域 | DATV   | 2012年4月23日 - 9月24日 | 毎週月曜 21時00分 - 22時00分       | CS放送         |
| 日本全域 | BS-TBS | 2013年3月8日 - 4月4日   | 毎週月曜〜金曜 17時00分 - 17時54分 | BSデジタル放送 |

## 小説
2014年4月10日発売の花とゆめ 文系少女にテレビアニメの脚本も担当した藤咲あゆなによる小説が掲載された。その後『ザ花とゆめ』にて、2015年4月25日から2016年1月25日まで連載され、花とゆめ 文系少女掲載分とあわせた合計5編と、書き下ろし1編も加えた単行本「小説 スキップ・ビート！ キョーコの全力フルコース!」が2016年9月20日に発売。
- 2016年9月20日発売、ISBN 978-4-592-21764-0